# Corypha (oiseau)
Genre
Corypha est un genre d'alouettes de la famille des Alaudidae. Ces espèces étaient autrefois placées dans le genre Mirafra. Ce genre est réparti dans les savanes à travers l’Afrique subsaharienne.

## Taxonomie
En 2023, une étude de phylogénétique moléculaire sur la famille Alaudidae réalisée par l'ornithologue suédois Per Alström et ses collaborateurs a révélé que le genre Mirafra était trop hétérogène, contenant de profondes divergences génétiques internes. Il a donc été décidé de diviser le genre Mirafra en quatre genres, chacun correspondant à un clade majeur. C'est ainsi qu'a été ressuscité le genre Corypha, qui avait été introduit à l'origine en 1840 par le zoologiste anglais George Gray,,. Le nom Corypha vient du grec ancien κορυφος/koruphos, un oiseau inconnu mentionné par l'auteur grec Hésychios d'Alexandrie et que l'on suppose généralement être une alouette.

La phylogénie présentée ci-dessous est basée sur l'étude de 2024 de Per Alström et de ses collaborateurs.
|  | Alouette bateleuse (Corypha apiata)   |
|  |                                       |
|  | Alouette fasciée (Corypha fasciolata) |
|  |                                       |

|  | Alouette noirâtre (Corypha nigrescens)     |
|  |                                            |
|  | Alouette à nuque rousse (Corypha africana) |
|  |                                            |

|  | Alouette polyglotte (Corypha hypermetra)                                                                          |
|  | |
|  | \| \| Alouette du Kidepo (Corypha kidepoensis) \| \| \| \| \| \| Alouette de Sharpe (Corypha sharpii) \| \| \| \| |
|  | |
|  | Alouette du Kidepo (Corypha kidepoensis)                                                                          |
|  | |
|  | Alouette de Sharpe (Corypha sharpii)                                                                              |
|  | |

|  | Alouette du Kidepo (Corypha kidepoensis) |
|  |                                          |
|  | Alouette de Sharpe (Corypha sharpii)     |
|  |                                          |

|  | Alouette polyglotte (Corypha hypermetra)                                                                          |
|  | |
|  | \| \| Alouette du Kidepo (Corypha kidepoensis) \| \| \| \| \| \| Alouette de Sharpe (Corypha sharpii) \| \| \| \| |
|  | |
|  | Alouette du Kidepo (Corypha kidepoensis)                                                                          |
|  | |
|  | Alouette de Sharpe (Corypha sharpii)                                                                              |
|  | |

|  | Alouette du Kidepo (Corypha kidepoensis) |
|  |                                          |
|  | Alouette de Sharpe (Corypha sharpii)     |
|  |                                          |

|  | Alouette polyglotte (Corypha hypermetra)                                                                          |
|  | |
|  | \| \| Alouette du Kidepo (Corypha kidepoensis) \| \| \| \| \| \| Alouette de Sharpe (Corypha sharpii) \| \| \| \| |
|  | |
|  | Alouette du Kidepo (Corypha kidepoensis)                                                                          |
|  | |
|  | Alouette de Sharpe (Corypha sharpii)                                                                              |
|  | |

|  | Alouette du Kidepo (Corypha kidepoensis) |
|  |                                          |
|  | Alouette de Sharpe (Corypha sharpii)     |
|  |                                          |

|  | Alouette polyglotte (Corypha hypermetra)                                                                          |
|  | |
|  | \| \| Alouette du Kidepo (Corypha kidepoensis) \| \| \| \| \| \| Alouette de Sharpe (Corypha sharpii) \| \| \| \| |
|  | |
|  | Alouette du Kidepo (Corypha kidepoensis)                                                                          |
|  | |
|  | Alouette de Sharpe (Corypha sharpii)                                                                              |
|  | |

|  | Alouette du Kidepo (Corypha kidepoensis) |
|  |                                          |
|  | Alouette de Sharpe (Corypha sharpii)     |
|  |                                          |

|  | Alouette noirâtre (Corypha nigrescens)     |
|  |                                            |
|  | Alouette à nuque rousse (Corypha africana) |
|  |                                            |

|  | Alouette polyglotte (Corypha hypermetra)                                                                          |
|  | |
|  | \| \| Alouette du Kidepo (Corypha kidepoensis) \| \| \| \| \| \| Alouette de Sharpe (Corypha sharpii) \| \| \| \| |
|  | |
|  | Alouette du Kidepo (Corypha kidepoensis)                                                                          |
|  | |
|  | Alouette de Sharpe (Corypha sharpii)                                                                              |
|  | |

|  | Alouette du Kidepo (Corypha kidepoensis) |
|  |                                          |
|  | Alouette de Sharpe (Corypha sharpii)     |
|  |                                          |

|  | Alouette polyglotte (Corypha hypermetra)                                                                          |
|  | |
|  | \| \| Alouette du Kidepo (Corypha kidepoensis) \| \| \| \| \| \| Alouette de Sharpe (Corypha sharpii) \| \| \| \| |
|  | |
|  | Alouette du Kidepo (Corypha kidepoensis)                                                                          |
|  | |
|  | Alouette de Sharpe (Corypha sharpii)                                                                              |
|  | |

|  | Alouette du Kidepo (Corypha kidepoensis) |
|  |                                          |
|  | Alouette de Sharpe (Corypha sharpii)     |
|  |                                          |

|  | Alouette polyglotte (Corypha hypermetra)                                                                          |
|  | |
|  | \| \| Alouette du Kidepo (Corypha kidepoensis) \| \| \| \| \| \| Alouette de Sharpe (Corypha sharpii) \| \| \| \| |
|  | |
|  | Alouette du Kidepo (Corypha kidepoensis)                                                                          |
|  | |
|  | Alouette de Sharpe (Corypha sharpii)                                                                              |
|  | |

|  | Alouette du Kidepo (Corypha kidepoensis) |
|  |                                          |
|  | Alouette de Sharpe (Corypha sharpii)     |
|  |                                          |

|  | Alouette polyglotte (Corypha hypermetra)                                                                          |
|  | |
|  | \| \| Alouette du Kidepo (Corypha kidepoensis) \| \| \| \| \| \| Alouette de Sharpe (Corypha sharpii) \| \| \| \| |
|  | |
|  | Alouette du Kidepo (Corypha kidepoensis)                                                                          |
|  | |
|  | Alouette de Sharpe (Corypha sharpii)                                                                              |
|  | |

|  | Alouette du Kidepo (Corypha kidepoensis) |
|  |                                          |
|  | Alouette de Sharpe (Corypha sharpii)     |
|  |                                          |

|  | Alouette noirâtre (Corypha nigrescens)     |
|  |                                            |
|  | Alouette à nuque rousse (Corypha africana) |
|  |                                            |

|  | Alouette polyglotte (Corypha hypermetra)                                                                          |
|  | |
|  | \| \| Alouette du Kidepo (Corypha kidepoensis) \| \| \| \| \| \| Alouette de Sharpe (Corypha sharpii) \| \| \| \| |
|  | |
|  | Alouette du Kidepo (Corypha kidepoensis)                                                                          |
|  | |
|  | Alouette de Sharpe (Corypha sharpii)                                                                              |
|  | |

|  | Alouette du Kidepo (Corypha kidepoensis) |
|  |                                          |
|  | Alouette de Sharpe (Corypha sharpii)     |
|  |                                          |

|  | Alouette polyglotte (Corypha hypermetra)                                                                          |
|  | |
|  | \| \| Alouette du Kidepo (Corypha kidepoensis) \| \| \| \| \| \| Alouette de Sharpe (Corypha sharpii) \| \| \| \| |
|  | |
|  | Alouette du Kidepo (Corypha kidepoensis)                                                                          |
|  | |
|  | Alouette de Sharpe (Corypha sharpii)                                                                              |
|  | |

|  | Alouette du Kidepo (Corypha kidepoensis) |
|  |                                          |
|  | Alouette de Sharpe (Corypha sharpii)     |
|  |                                          |

|  | Alouette polyglotte (Corypha hypermetra)                                                                          |
|  | |
|  | \| \| Alouette du Kidepo (Corypha kidepoensis) \| \| \| \| \| \| Alouette de Sharpe (Corypha sharpii) \| \| \| \| |
|  | |
|  | Alouette du Kidepo (Corypha kidepoensis)                                                                          |
|  | |
|  | Alouette de Sharpe (Corypha sharpii)                                                                              |
|  | |

|  | Alouette du Kidepo (Corypha kidepoensis) |
|  |                                          |
|  | Alouette de Sharpe (Corypha sharpii)     |
|  |                                          |

|  | Alouette polyglotte (Corypha hypermetra)                                                                          |
|  | |
|  | \| \| Alouette du Kidepo (Corypha kidepoensis) \| \| \| \| \| \| Alouette de Sharpe (Corypha sharpii) \| \| \| \| |
|  | |
|  | Alouette du Kidepo (Corypha kidepoensis)                                                                          |
|  | |
|  | Alouette de Sharpe (Corypha sharpii)                                                                              |
|  | |

|  | Alouette du Kidepo (Corypha kidepoensis) |
|  |                                          |
|  | Alouette de Sharpe (Corypha sharpii)     |
|  |                                          |

|  | Alouette noirâtre (Corypha nigrescens)     |
|  |                                            |
|  | Alouette à nuque rousse (Corypha africana) |
|  |                                            |

|  | Alouette polyglotte (Corypha hypermetra)                                                                          |
|  | |
|  | \| \| Alouette du Kidepo (Corypha kidepoensis) \| \| \| \| \| \| Alouette de Sharpe (Corypha sharpii) \| \| \| \| |
|  | |
|  | Alouette du Kidepo (Corypha kidepoensis)                                                                          |
|  | |
|  | Alouette de Sharpe (Corypha sharpii)                                                                              |
|  | |

|  | Alouette du Kidepo (Corypha kidepoensis) |
|  |                                          |
|  | Alouette de Sharpe (Corypha sharpii)     |
|  |                                          |

|  | Alouette polyglotte (Corypha hypermetra)                                                                          |
|  | |
|  | \| \| Alouette du Kidepo (Corypha kidepoensis) \| \| \| \| \| \| Alouette de Sharpe (Corypha sharpii) \| \| \| \| |
|  | |
|  | Alouette du Kidepo (Corypha kidepoensis)                                                                          |
|  | |
|  | Alouette de Sharpe (Corypha sharpii)                                                                              |
|  | |

|  | Alouette du Kidepo (Corypha kidepoensis) |
|  |                                          |
|  | Alouette de Sharpe (Corypha sharpii)     |
|  |                                          |

|  | Alouette polyglotte (Corypha hypermetra)                                                                          |
|  | |
|  | \| \| Alouette du Kidepo (Corypha kidepoensis) \| \| \| \| \| \| Alouette de Sharpe (Corypha sharpii) \| \| \| \| |
|  | |
|  | Alouette du Kidepo (Corypha kidepoensis)                                                                          |
|  | |
|  | Alouette de Sharpe (Corypha sharpii)                                                                              |
|  | |

|  | Alouette du Kidepo (Corypha kidepoensis) |
|  |                                          |
|  | Alouette de Sharpe (Corypha sharpii)     |
|  |                                          |

|  | Alouette polyglotte (Corypha hypermetra)                                                                          |
|  | |
|  | \| \| Alouette du Kidepo (Corypha kidepoensis) \| \| \| \| \| \| Alouette de Sharpe (Corypha sharpii) \| \| \| \| |
|  | |
|  | Alouette du Kidepo (Corypha kidepoensis)                                                                          |
|  | |
|  | Alouette de Sharpe (Corypha sharpii)                                                                              |
|  | |

|  | Alouette du Kidepo (Corypha kidepoensis) |
|  |                                          |
|  | Alouette de Sharpe (Corypha sharpii)     |
|  |                                          |

|  | Alouette noirâtre (Corypha nigrescens)     |
|  |                                            |
|  | Alouette à nuque rousse (Corypha africana) |
|  |                                            |

|  | Alouette polyglotte (Corypha hypermetra)                                                                          |
|  | |
|  | \| \| Alouette du Kidepo (Corypha kidepoensis) \| \| \| \| \| \| Alouette de Sharpe (Corypha sharpii) \| \| \| \| |
|  | |
|  | Alouette du Kidepo (Corypha kidepoensis)                                                                          |
|  | |
|  | Alouette de Sharpe (Corypha sharpii)                                                                              |
|  | |

|  | Alouette du Kidepo (Corypha kidepoensis) |
|  |                                          |
|  | Alouette de Sharpe (Corypha sharpii)     |
|  |                                          |

|  | Alouette polyglotte (Corypha hypermetra)                                                                          |
|  | |
|  | \| \| Alouette du Kidepo (Corypha kidepoensis) \| \| \| \| \| \| Alouette de Sharpe (Corypha sharpii) \| \| \| \| |
|  | |
|  | Alouette du Kidepo (Corypha kidepoensis)                                                                          |
|  | |
|  | Alouette de Sharpe (Corypha sharpii)                                                                              |
|  | |

|  | Alouette du Kidepo (Corypha kidepoensis) |
|  |                                          |
|  | Alouette de Sharpe (Corypha sharpii)     |
|  |                                          |

|  | Alouette polyglotte (Corypha hypermetra)                                                                          |
|  | |
|  | \| \| Alouette du Kidepo (Corypha kidepoensis) \| \| \| \| \| \| Alouette de Sharpe (Corypha sharpii) \| \| \| \| |
|  | |
|  | Alouette du Kidepo (Corypha kidepoensis)                                                                          |
|  | |
|  | Alouette de Sharpe (Corypha sharpii)                                                                              |
|  | |

|  | Alouette du Kidepo (Corypha kidepoensis) |
|  |                                          |
|  | Alouette de Sharpe (Corypha sharpii)     |
|  |                                          |

|  | Alouette polyglotte (Corypha hypermetra)                                                                          |
|  | |
|  | \| \| Alouette du Kidepo (Corypha kidepoensis) \| \| \| \| \| \| Alouette de Sharpe (Corypha sharpii) \| \| \| \| |
|  | |
|  | Alouette du Kidepo (Corypha kidepoensis)                                                                          |
|  | |
|  | Alouette de Sharpe (Corypha sharpii)                                                                              |
|  | |

|  | Alouette du Kidepo (Corypha kidepoensis) |
|  |                                          |
|  | Alouette de Sharpe (Corypha sharpii)     |
|  |                                          |

|  | Alouette noirâtre (Corypha nigrescens)     |
|  |                                            |
|  | Alouette à nuque rousse (Corypha africana) |
|  |                                            |

|  | Alouette polyglotte (Corypha hypermetra)                                                                          |
|  | |
|  | \| \| Alouette du Kidepo (Corypha kidepoensis) \| \| \| \| \| \| Alouette de Sharpe (Corypha sharpii) \| \| \| \| |
|  | |
|  | Alouette du Kidepo (Corypha kidepoensis)                                                                          |
|  | |
|  | Alouette de Sharpe (Corypha sharpii)                                                                              |
|  | |

|  | Alouette du Kidepo (Corypha kidepoensis) |
|  |                                          |
|  | Alouette de Sharpe (Corypha sharpii)     |
|  |                                          |

|  | Alouette polyglotte (Corypha hypermetra)                                                                          |
|  | |
|  | \| \| Alouette du Kidepo (Corypha kidepoensis) \| \| \| \| \| \| Alouette de Sharpe (Corypha sharpii) \| \| \| \| |
|  | |
|  | Alouette du Kidepo (Corypha kidepoensis)                                                                          |
|  | |
|  | Alouette de Sharpe (Corypha sharpii)                                                                              |
|  | |

|  | Alouette du Kidepo (Corypha kidepoensis) |
|  |                                          |
|  | Alouette de Sharpe (Corypha sharpii)     |
|  |                                          |

|  | Alouette polyglotte (Corypha hypermetra)                                                                          |
|  | |
|  | \| \| Alouette du Kidepo (Corypha kidepoensis) \| \| \| \| \| \| Alouette de Sharpe (Corypha sharpii) \| \| \| \| |
|  | |
|  | Alouette du Kidepo (Corypha kidepoensis)                                                                          |
|  | |
|  | Alouette de Sharpe (Corypha sharpii)                                                                              |
|  | |

|  | Alouette du Kidepo (Corypha kidepoensis) |
|  |                                          |
|  | Alouette de Sharpe (Corypha sharpii)     |
|  |                                          |

|  | Alouette polyglotte (Corypha hypermetra)                                                                          |
|  | |
|  | \| \| Alouette du Kidepo (Corypha kidepoensis) \| \| \| \| \| \| Alouette de Sharpe (Corypha sharpii) \| \| \| \| |
|  | |
|  | Alouette du Kidepo (Corypha kidepoensis)                                                                          |
|  | |
|  | Alouette de Sharpe (Corypha sharpii)                                                                              |
|  | |

|  | Alouette du Kidepo (Corypha kidepoensis) |
|  |                                          |
|  | Alouette de Sharpe (Corypha sharpii)     |
|  |                                          |

|  | Alouette noirâtre (Corypha nigrescens)     |
|  |                                            |
|  | Alouette à nuque rousse (Corypha africana) |
|  |                                            |

|  | Alouette polyglotte (Corypha hypermetra)                                                                          |
|  | |
|  | \| \| Alouette du Kidepo (Corypha kidepoensis) \| \| \| \| \| \| Alouette de Sharpe (Corypha sharpii) \| \| \| \| |
|  | |
|  | Alouette du Kidepo (Corypha kidepoensis)                                                                          |
|  | |
|  | Alouette de Sharpe (Corypha sharpii)                                                                              |
|  | |

|  | Alouette du Kidepo (Corypha kidepoensis) |
|  |                                          |
|  | Alouette de Sharpe (Corypha sharpii)     |
|  |                                          |

|  | Alouette polyglotte (Corypha hypermetra)                                                                          |
|  | |
|  | \| \| Alouette du Kidepo (Corypha kidepoensis) \| \| \| \| \| \| Alouette de Sharpe (Corypha sharpii) \| \| \| \| |
|  | |
|  | Alouette du Kidepo (Corypha kidepoensis)                                                                          |
|  | |
|  | Alouette de Sharpe (Corypha sharpii)                                                                              |
|  | |

|  | Alouette du Kidepo (Corypha kidepoensis) |
|  |                                          |
|  | Alouette de Sharpe (Corypha sharpii)     |
|  |                                          |

|  | Alouette polyglotte (Corypha hypermetra)                                                                          |
|  | |
|  | \| \| Alouette du Kidepo (Corypha kidepoensis) \| \| \| \| \| \| Alouette de Sharpe (Corypha sharpii) \| \| \| \| |
|  | |
|  | Alouette du Kidepo (Corypha kidepoensis)                                                                          |
|  | |
|  | Alouette de Sharpe (Corypha sharpii)                                                                              |
|  | |

|  | Alouette du Kidepo (Corypha kidepoensis) |
|  |                                          |
|  | Alouette de Sharpe (Corypha sharpii)     |
|  |                                          |

|  | Alouette polyglotte (Corypha hypermetra)                                                                          |
|  | |
|  | \| \| Alouette du Kidepo (Corypha kidepoensis) \| \| \| \| \| \| Alouette de Sharpe (Corypha sharpii) \| \| \| \| |
|  | |
|  | Alouette du Kidepo (Corypha kidepoensis)                                                                          |
|  | |
|  | Alouette de Sharpe (Corypha sharpii)                                                                              |
|  | |

|  | Alouette du Kidepo (Corypha kidepoensis) |
|  |                                          |
|  | Alouette de Sharpe (Corypha sharpii)     |
|  |                                          |

|  | Alouette noirâtre (Corypha nigrescens)     |
|  |                                            |
|  | Alouette à nuque rousse (Corypha africana) |
|  |                                            |

|  | Alouette polyglotte (Corypha hypermetra)                                                                          |
|  | |
|  | \| \| Alouette du Kidepo (Corypha kidepoensis) \| \| \| \| \| \| Alouette de Sharpe (Corypha sharpii) \| \| \| \| |
|  | |
|  | Alouette du Kidepo (Corypha kidepoensis)                                                                          |
|  | |
|  | Alouette de Sharpe (Corypha sharpii)                                                                              |
|  | |

|  | Alouette du Kidepo (Corypha kidepoensis) |
|  |                                          |
|  | Alouette de Sharpe (Corypha sharpii)     |
|  |                                          |

|  | Alouette polyglotte (Corypha hypermetra)                                                                          |
|  | |
|  | \| \| Alouette du Kidepo (Corypha kidepoensis) \| \| \| \| \| \| Alouette de Sharpe (Corypha sharpii) \| \| \| \| |
|  | |
|  | Alouette du Kidepo (Corypha kidepoensis)                                                                          |
|  | |
|  | Alouette de Sharpe (Corypha sharpii)                                                                              |
|  | |

|  | Alouette du Kidepo (Corypha kidepoensis) |
|  |                                          |
|  | Alouette de Sharpe (Corypha sharpii)     |
|  |                                          |

|  | Alouette polyglotte (Corypha hypermetra)                                                                          |
|  | |
|  | \| \| Alouette du Kidepo (Corypha kidepoensis) \| \| \| \| \| \| Alouette de Sharpe (Corypha sharpii) \| \| \| \| |
|  | |
|  | Alouette du Kidepo (Corypha kidepoensis)                                                                          |
|  | |
|  | Alouette de Sharpe (Corypha sharpii)                                                                              |
|  | |

|  | Alouette du Kidepo (Corypha kidepoensis) |
|  |                                          |
|  | Alouette de Sharpe (Corypha sharpii)     |
|  |                                          |

|  | Alouette polyglotte (Corypha hypermetra)                                                                          |
|  | |
|  | \| \| Alouette du Kidepo (Corypha kidepoensis) \| \| \| \| \| \| Alouette de Sharpe (Corypha sharpii) \| \| \| \| |
|  | |
|  | Alouette du Kidepo (Corypha kidepoensis)                                                                          |
|  | |
|  | Alouette de Sharpe (Corypha sharpii)                                                                              |
|  | |

|  | Alouette du Kidepo (Corypha kidepoensis) |
|  |                                          |
|  | Alouette de Sharpe (Corypha sharpii)     |
|  |                                          |

|  | Alouette bateleuse (Corypha apiata)   |
|  |                                       |
|  | Alouette fasciée (Corypha fasciolata) |
|  |                                       |

|  | Alouette noirâtre (Corypha nigrescens)     |
|  |                                            |
|  | Alouette à nuque rousse (Corypha africana) |
|  |                                            |

|  | Alouette polyglotte (Corypha hypermetra)                                                                          |
|  | |
|  | \| \| Alouette du Kidepo (Corypha kidepoensis) \| \| \| \| \| \| Alouette de Sharpe (Corypha sharpii) \| \| \| \| |
|  | |
|  | Alouette du Kidepo (Corypha kidepoensis)                                                                          |
|  | |
|  | Alouette de Sharpe (Corypha sharpii)                                                                              |
|  | |

|  | Alouette du Kidepo (Corypha kidepoensis) |
|  |                                          |
|  | Alouette de Sharpe (Corypha sharpii)     |
|  |                                          |

|  | Alouette polyglotte (Corypha hypermetra)                                                                          |
|  | |
|  | \| \| Alouette du Kidepo (Corypha kidepoensis) \| \| \| \| \| \| Alouette de Sharpe (Corypha sharpii) \| \| \| \| |
|  | |
|  | Alouette du Kidepo (Corypha kidepoensis)                                                                          |
|  | |
|  | Alouette de Sharpe (Corypha sharpii)                                                                              |
|  | |

|  | Alouette du Kidepo (Corypha kidepoensis) |
|  |                                          |
|  | Alouette de Sharpe (Corypha sharpii)     |
|  |                                          |

|  | Alouette polyglotte (Corypha hypermetra)                                                                          |
|  | |
|  | \| \| Alouette du Kidepo (Corypha kidepoensis) \| \| \| \| \| \| Alouette de Sharpe (Corypha sharpii) \| \| \| \| |
|  | |
|  | Alouette du Kidepo (Corypha kidepoensis)                                                                          |
|  | |
|  | Alouette de Sharpe (Corypha sharpii)                                                                              |
|  | |

|  | Alouette du Kidepo (Corypha kidepoensis) |
|  |                                          |
|  | Alouette de Sharpe (Corypha sharpii)     |
|  |                                          |

|  | Alouette polyglotte (Corypha hypermetra)                                                                          |
|  | |
|  | \| \| Alouette du Kidepo (Corypha kidepoensis) \| \| \| \| \| \| Alouette de Sharpe (Corypha sharpii) \| \| \| \| |
|  | |
|  | Alouette du Kidepo (Corypha kidepoensis)                                                                          |
|  | |
|  | Alouette de Sharpe (Corypha sharpii)                                                                              |
|  | |

|  | Alouette du Kidepo (Corypha kidepoensis) |
|  |                                          |
|  | Alouette de Sharpe (Corypha sharpii)     |
|  |                                          |

|  | Alouette noirâtre (Corypha nigrescens)     |
|  |                                            |
|  | Alouette à nuque rousse (Corypha africana) |
|  |                                            |

|  | Alouette polyglotte (Corypha hypermetra)                                                                          |
|  | |
|  | \| \| Alouette du Kidepo (Corypha kidepoensis) \| \| \| \| \| \| Alouette de Sharpe (Corypha sharpii) \| \| \| \| |
|  | |
|  | Alouette du Kidepo (Corypha kidepoensis)                                                                          |
|  | |
|  | Alouette de Sharpe (Corypha sharpii)                                                                              |
|  | |

|  | Alouette du Kidepo (Corypha kidepoensis) |
|  |                                          |
|  | Alouette de Sharpe (Corypha sharpii)     |
|  |                                          |

|  | Alouette polyglotte (Corypha hypermetra)                                                                          |
|  | |
|  | \| \| Alouette du Kidepo (Corypha kidepoensis) \| \| \| \| \| \| Alouette de Sharpe (Corypha sharpii) \| \| \| \| |
|  | |
|  | Alouette du Kidepo (Corypha kidepoensis)                                                                          |
|  | |
|  | Alouette de Sharpe (Corypha sharpii)                                                                              |
|  | |

|  | Alouette du Kidepo (Corypha kidepoensis) |
|  |                                          |
|  | Alouette de Sharpe (Corypha sharpii)     |
|  |                                          |

|  | Alouette polyglotte (Corypha hypermetra)                                                                          |
|  | |
|  | \| \| Alouette du Kidepo (Corypha kidepoensis) \| \| \| \| \| \| Alouette de Sharpe (Corypha sharpii) \| \| \| \| |
|  | |
|  | Alouette du Kidepo (Corypha kidepoensis)                                                                          |
|  | |
|  | Alouette de Sharpe (Corypha sharpii)                                                                              |
|  | |

|  | Alouette du Kidepo (Corypha kidepoensis) |
|  |                                          |
|  | Alouette de Sharpe (Corypha sharpii)     |
|  |                                          |

|  | Alouette polyglotte (Corypha hypermetra)                                                                          |
|  | |
|  | \| \| Alouette du Kidepo (Corypha kidepoensis) \| \| \| \| \| \| Alouette de Sharpe (Corypha sharpii) \| \| \| \| |
|  | |
|  | Alouette du Kidepo (Corypha kidepoensis)                                                                          |
|  | |
|  | Alouette de Sharpe (Corypha sharpii)                                                                              |
|  | |

|  | Alouette du Kidepo (Corypha kidepoensis) |
|  |                                          |
|  | Alouette de Sharpe (Corypha sharpii)     |
|  |                                          |

|  | Alouette noirâtre (Corypha nigrescens)     |
|  |                                            |
|  | Alouette à nuque rousse (Corypha africana) |
|  |                                            |

|  | Alouette polyglotte (Corypha hypermetra)                                                                          |
|  | |
|  | \| \| Alouette du Kidepo (Corypha kidepoensis) \| \| \| \| \| \| Alouette de Sharpe (Corypha sharpii) \| \| \| \| |
|  | |
|  | Alouette du Kidepo (Corypha kidepoensis)                                                                          |
|  | |
|  | Alouette de Sharpe (Corypha sharpii)                                                                              |
|  | |

|  | Alouette du Kidepo (Corypha kidepoensis) |
|  |                                          |
|  | Alouette de Sharpe (Corypha sharpii)     |
|  |                                          |

|  | Alouette polyglotte (Corypha hypermetra)                                                                          |
|  | |
|  | \| \| Alouette du Kidepo (Corypha kidepoensis) \| \| \| \| \| \| Alouette de Sharpe (Corypha sharpii) \| \| \| \| |
|  | |
|  | Alouette du Kidepo (Corypha kidepoensis)                                                                          |
|  | |
|  | Alouette de Sharpe (Corypha sharpii)                                                                              |
|  | |

|  | Alouette du Kidepo (Corypha kidepoensis) |
|  |                                          |
|  | Alouette de Sharpe (Corypha sharpii)     |
|  |                                          |

|  | Alouette polyglotte (Corypha hypermetra)                                                                          |
|  | |
|  | \| \| Alouette du Kidepo (Corypha kidepoensis) \| \| \| \| \| \| Alouette de Sharpe (Corypha sharpii) \| \| \| \| |
|  | |
|  | Alouette du Kidepo (Corypha kidepoensis)                                                                          |
|  | |
|  | Alouette de Sharpe (Corypha sharpii)                                                                              |
|  | |

|  | Alouette du Kidepo (Corypha kidepoensis) |
|  |                                          |
|  | Alouette de Sharpe (Corypha sharpii)     |
|  |                                          |

|  | Alouette polyglotte (Corypha hypermetra)                                                                          |
|  | |
|  | \| \| Alouette du Kidepo (Corypha kidepoensis) \| \| \| \| \| \| Alouette de Sharpe (Corypha sharpii) \| \| \| \| |
|  | |
|  | Alouette du Kidepo (Corypha kidepoensis)                                                                          |
|  | |
|  | Alouette de Sharpe (Corypha sharpii)                                                                              |
|  | |

|  | Alouette du Kidepo (Corypha kidepoensis) |
|  |                                          |
|  | Alouette de Sharpe (Corypha sharpii)     |
|  |                                          |

|  | Alouette noirâtre (Corypha nigrescens)     |
|  |                                            |
|  | Alouette à nuque rousse (Corypha africana) |
|  |                                            |

|  | Alouette polyglotte (Corypha hypermetra)                                                                          |
|  | |
|  | \| \| Alouette du Kidepo (Corypha kidepoensis) \| \| \| \| \| \| Alouette de Sharpe (Corypha sharpii) \| \| \| \| |
|  | |
|  | Alouette du Kidepo (Corypha kidepoensis)                                                                          |
|  | |
|  | Alouette de Sharpe (Corypha sharpii)                                                                              |
|  | |

|  | Alouette du Kidepo (Corypha kidepoensis) |
|  |                                          |
|  | Alouette de Sharpe (Corypha sharpii)     |
|  |                                          |

|  | Alouette polyglotte (Corypha hypermetra)                                                                          |
|  | |
|  | \| \| Alouette du Kidepo (Corypha kidepoensis) \| \| \| \| \| \| Alouette de Sharpe (Corypha sharpii) \| \| \| \| |
|  | |
|  | Alouette du Kidepo (Corypha kidepoensis)                                                                          |
|  | |
|  | Alouette de Sharpe (Corypha sharpii)                                                                              |
|  | |

|  | Alouette du Kidepo (Corypha kidepoensis) |
|  |                                          |
|  | Alouette de Sharpe (Corypha sharpii)     |
|  |                                          |

|  | Alouette polyglotte (Corypha hypermetra)                                                                          |
|  | |
|  | \| \| Alouette du Kidepo (Corypha kidepoensis) \| \| \| \| \| \| Alouette de Sharpe (Corypha sharpii) \| \| \| \| |
|  | |
|  | Alouette du Kidepo (Corypha kidepoensis)                                                                          |
|  | |
|  | Alouette de Sharpe (Corypha sharpii)                                                                              |
|  | |

|  | Alouette du Kidepo (Corypha kidepoensis) |
|  |                                          |
|  | Alouette de Sharpe (Corypha sharpii)     |
|  |                                          |

|  | Alouette polyglotte (Corypha hypermetra)                                                                          |
|  | |
|  | \| \| Alouette du Kidepo (Corypha kidepoensis) \| \| \| \| \| \| Alouette de Sharpe (Corypha sharpii) \| \| \| \| |
|  | |
|  | Alouette du Kidepo (Corypha kidepoensis)                                                                          |
|  | |
|  | Alouette de Sharpe (Corypha sharpii)                                                                              |
|  | |

|  | Alouette du Kidepo (Corypha kidepoensis) |
|  |                                          |
|  | Alouette de Sharpe (Corypha sharpii)     |
|  |                                          |

|  | Alouette noirâtre (Corypha nigrescens)     |
|  |                                            |
|  | Alouette à nuque rousse (Corypha africana) |
|  |                                            |

|  | Alouette polyglotte (Corypha hypermetra)                                                                          |
|  | |
|  | \| \| Alouette du Kidepo (Corypha kidepoensis) \| \| \| \| \| \| Alouette de Sharpe (Corypha sharpii) \| \| \| \| |
|  | |
|  | Alouette du Kidepo (Corypha kidepoensis)                                                                          |
|  | |
|  | Alouette de Sharpe (Corypha sharpii)                                                                              |
|  | |

|  | Alouette du Kidepo (Corypha kidepoensis) |
|  |                                          |
|  | Alouette de Sharpe (Corypha sharpii)     |
|  |                                          |

|  | Alouette polyglotte (Corypha hypermetra)                                                                          |
|  | |
|  | \| \| Alouette du Kidepo (Corypha kidepoensis) \| \| \| \| \| \| Alouette de Sharpe (Corypha sharpii) \| \| \| \| |
|  | |
|  | Alouette du Kidepo (Corypha kidepoensis)                                                                          |
|  | |
|  | Alouette de Sharpe (Corypha sharpii)                                                                              |
|  | |

|  | Alouette du Kidepo (Corypha kidepoensis) |
|  |                                          |
|  | Alouette de Sharpe (Corypha sharpii)     |
|  |                                          |

|  | Alouette polyglotte (Corypha hypermetra)                                                                          |
|  | |
|  | \| \| Alouette du Kidepo (Corypha kidepoensis) \| \| \| \| \| \| Alouette de Sharpe (Corypha sharpii) \| \| \| \| |
|  | |
|  | Alouette du Kidepo (Corypha kidepoensis)                                                                          |
|  | |
|  | Alouette de Sharpe (Corypha sharpii)                                                                              |
|  | |

|  | Alouette du Kidepo (Corypha kidepoensis) |
|  |                                          |
|  | Alouette de Sharpe (Corypha sharpii)     |
|  |                                          |

|  | Alouette polyglotte (Corypha hypermetra)                                                                          |
|  | |
|  | \| \| Alouette du Kidepo (Corypha kidepoensis) \| \| \| \| \| \| Alouette de Sharpe (Corypha sharpii) \| \| \| \| |
|  | |
|  | Alouette du Kidepo (Corypha kidepoensis)                                                                          |
|  | |
|  | Alouette de Sharpe (Corypha sharpii)                                                                              |
|  | |

|  | Alouette du Kidepo (Corypha kidepoensis) |
|  |                                          |
|  | Alouette de Sharpe (Corypha sharpii)     |
|  |                                          |

|  | Alouette noirâtre (Corypha nigrescens)     |
|  |                                            |
|  | Alouette à nuque rousse (Corypha africana) |
|  |                                            |

|  | Alouette polyglotte (Corypha hypermetra)                                                                          |
|  | |
|  | \| \| Alouette du Kidepo (Corypha kidepoensis) \| \| \| \| \| \| Alouette de Sharpe (Corypha sharpii) \| \| \| \| |
|  | |
|  | Alouette du Kidepo (Corypha kidepoensis)                                                                          |
|  | |
|  | Alouette de Sharpe (Corypha sharpii)                                                                              |
|  | |

|  | Alouette du Kidepo (Corypha kidepoensis) |
|  |                                          |
|  | Alouette de Sharpe (Corypha sharpii)     |
|  |                                          |

|  | Alouette polyglotte (Corypha hypermetra)                                                                          |
|  | |
|  | \| \| Alouette du Kidepo (Corypha kidepoensis) \| \| \| \| \| \| Alouette de Sharpe (Corypha sharpii) \| \| \| \| |
|  | |
|  | Alouette du Kidepo (Corypha kidepoensis)                                                                          |
|  | |
|  | Alouette de Sharpe (Corypha sharpii)                                                                              |
|  | |

|  | Alouette du Kidepo (Corypha kidepoensis) |
|  |                                          |
|  | Alouette de Sharpe (Corypha sharpii)     |
|  |                                          |

|  | Alouette polyglotte (Corypha hypermetra)                                                                          |
|  | |
|  | \| \| Alouette du Kidepo (Corypha kidepoensis) \| \| \| \| \| \| Alouette de Sharpe (Corypha sharpii) \| \| \| \| |
|  | |
|  | Alouette du Kidepo (Corypha kidepoensis)                                                                          |
|  | |
|  | Alouette de Sharpe (Corypha sharpii)                                                                              |
|  | |

|  | Alouette du Kidepo (Corypha kidepoensis) |
|  |                                          |
|  | Alouette de Sharpe (Corypha sharpii)     |
|  |                                          |

|  | Alouette polyglotte (Corypha hypermetra)                                                                          |
|  | |
|  | \| \| Alouette du Kidepo (Corypha kidepoensis) \| \| \| \| \| \| Alouette de Sharpe (Corypha sharpii) \| \| \| \| |
|  | |
|  | Alouette du Kidepo (Corypha kidepoensis)                                                                          |
|  | |
|  | Alouette de Sharpe (Corypha sharpii)                                                                              |
|  | |

|  | Alouette du Kidepo (Corypha kidepoensis) |
|  |                                          |
|  | Alouette de Sharpe (Corypha sharpii)     |
|  |                                          |

|  | Alouette noirâtre (Corypha nigrescens)     |
|  |                                            |
|  | Alouette à nuque rousse (Corypha africana) |
|  |                                            |

|  | Alouette polyglotte (Corypha hypermetra)                                                                          |
|  | |
|  | \| \| Alouette du Kidepo (Corypha kidepoensis) \| \| \| \| \| \| Alouette de Sharpe (Corypha sharpii) \| \| \| \| |
|  | |
|  | Alouette du Kidepo (Corypha kidepoensis)                                                                          |
|  | |
|  | Alouette de Sharpe (Corypha sharpii)                                                                              |
|  | |

|  | Alouette du Kidepo (Corypha kidepoensis) |
|  |                                          |
|  | Alouette de Sharpe (Corypha sharpii)     |
|  |                                          |

|  | Alouette polyglotte (Corypha hypermetra)                                                                          |
|  | |
|  | \| \| Alouette du Kidepo (Corypha kidepoensis) \| \| \| \| \| \| Alouette de Sharpe (Corypha sharpii) \| \| \| \| |
|  | |
|  | Alouette du Kidepo (Corypha kidepoensis)                                                                          |
|  | |
|  | Alouette de Sharpe (Corypha sharpii)                                                                              |
|  | |

|  | Alouette du Kidepo (Corypha kidepoensis) |
|  |                                          |
|  | Alouette de Sharpe (Corypha sharpii)     |
|  |                                          |

|  | Alouette polyglotte (Corypha hypermetra)                                                                          |
|  | |
|  | \| \| Alouette du Kidepo (Corypha kidepoensis) \| \| \| \| \| \| Alouette de Sharpe (Corypha sharpii) \| \| \| \| |
|  | |
|  | Alouette du Kidepo (Corypha kidepoensis)                                                                          |
|  | |
|  | Alouette de Sharpe (Corypha sharpii)                                                                              |
|  | |

|  | Alouette du Kidepo (Corypha kidepoensis) |
|  |                                          |
|  | Alouette de Sharpe (Corypha sharpii)     |
|  |                                          |

|  | Alouette polyglotte (Corypha hypermetra)                                                                          |
|  | |
|  | \| \| Alouette du Kidepo (Corypha kidepoensis) \| \| \| \| \| \| Alouette de Sharpe (Corypha sharpii) \| \| \| \| |
|  | |
|  | Alouette du Kidepo (Corypha kidepoensis)                                                                          |
|  | |
|  | Alouette de Sharpe (Corypha sharpii)                                                                              |
|  | |

|  | Alouette du Kidepo (Corypha kidepoensis) |
|  |                                          |
|  | Alouette de Sharpe (Corypha sharpii)     |
|  |                                          |

|  | Alouette noirâtre (Corypha nigrescens)     |
|  |                                            |
|  | Alouette à nuque rousse (Corypha africana) |
|  |                                            |

|  | Alouette polyglotte (Corypha hypermetra)                                                                          |
|  | |
|  | \| \| Alouette du Kidepo (Corypha kidepoensis) \| \| \| \| \| \| Alouette de Sharpe (Corypha sharpii) \| \| \| \| |
|  | |
|  | Alouette du Kidepo (Corypha kidepoensis)                                                                          |
|  | |
|  | Alouette de Sharpe (Corypha sharpii)                                                                              |
|  | |

|  | Alouette du Kidepo (Corypha kidepoensis) |
|  |                                          |
|  | Alouette de Sharpe (Corypha sharpii)     |
|  |                                          |

|  | Alouette polyglotte (Corypha hypermetra)                                                                          |
|  | |
|  | \| \| Alouette du Kidepo (Corypha kidepoensis) \| \| \| \| \| \| Alouette de Sharpe (Corypha sharpii) \| \| \| \| |
|  | |
|  | Alouette du Kidepo (Corypha kidepoensis)                                                                          |
|  | |
|  | Alouette de Sharpe (Corypha sharpii)                                                                              |
|  | |

|  | Alouette du Kidepo (Corypha kidepoensis) |
|  |                                          |
|  | Alouette de Sharpe (Corypha sharpii)     |
|  |                                          |

|  | Alouette polyglotte (Corypha hypermetra)                                                                          |
|  | |
|  | \| \| Alouette du Kidepo (Corypha kidepoensis) \| \| \| \| \| \| Alouette de Sharpe (Corypha sharpii) \| \| \| \| |
|  | |
|  | Alouette du Kidepo (Corypha kidepoensis)                                                                          |
|  | |
|  | Alouette de Sharpe (Corypha sharpii)                                                                              |
|  | |

|  | Alouette du Kidepo (Corypha kidepoensis) |
|  |                                          |
|  | Alouette de Sharpe (Corypha sharpii)     |
|  |                                          |

|  | Alouette polyglotte (Corypha hypermetra)                                                                          |
|  | |
|  | \| \| Alouette du Kidepo (Corypha kidepoensis) \| \| \| \| \| \| Alouette de Sharpe (Corypha sharpii) \| \| \| \| |
|  | |
|  | Alouette du Kidepo (Corypha kidepoensis)                                                                          |
|  | |
|  | Alouette de Sharpe (Corypha sharpii)                                                                              |
|  | |

|  | Alouette du Kidepo (Corypha kidepoensis) |
|  |                                          |
|  | Alouette de Sharpe (Corypha sharpii)     |
|  |                                          |

Le genre contient 11 espèces reconnues :
- Alouette bateleuse, Corypha apiata
- Alouette fasciée, Corypha fasciolata (divisée de C. apiata)
- Alouette du Kidepo, Corypha kidepoensis (divisée de C. hypermetra)
- Alouette polyglotte, Corypha hypermetra
- Alouette des monts, Corypha kurrae (divisée de C. africana)
- Alouette à nuque rousse, Corypha africana
- Alouette de Hartert, Corypha athi (divisée de C. africana)
- Alouette de Kabali, Corypha kabalii (divisée de C. africana)
- Alouette noirâtre, Corypha nigrescens (séparée de C. africana)
- Alouette de Sharpe, Corypha sharpii (divisée de C. africana)
- Alouette de Somalie, Corypha somalica